# Oro/Lungo bacio, lungo abbraccio
Oro/Lungo bacio, lungo abbraccio è un 45 giri del cantautore pop italiano Mango, pubblicato nel 1984 dall'etichetta discografica Fonit Cetra.
Il singolo Oro rappresenta il primo vero successo dell'artista lucano.
I due brani sono stati inseriti in un album nel 1986, nella versione su CD di Odissea.

## Oro
Nel 1983 Mango presenta alla Fonit Cetra un provino che, però, non viene preso in considerazione. Il cantautore, reduce da tre dischi apprezzati ma fallimentari dal punto di vista commerciale, era vicino all'abbandono della sua breve attività artistica per riprendere l'università. Grazie all'interessamento di Mogol, che scoprì casualmente il provino, si aprì un nuovo orizzonte per la carriera di Mango. Su richiesta di Mogol, Mara Maionchi, appena approdata alla Fonit, riuscì, con non poche difficoltà viste le basse aspettative dell'artista, ad organizzare un incontro con lui e suo fratello Armando. Maionchi ricordò così l'evento:
Il provino, un downtempo dall'arrangiamento elettropop, conteneva un brano dal titolo Mama Woodoo con un testo scritto dal fratello Armando. Mogol riscrisse la lirica, credendo nelle potenzialità del pezzo rinominato in Oro, che diventerà il brano più iconico del cantautore lucano.
Il primo incontro fra Mango e la sua futura moglie Laura Valente avvenne nel novembre del 1983 proprio in sala di incisione mentre il cantautore stava registrando Oro; i due artisti condividevano infatti lo stesso produttore discografico, Alberto Salerno. Nella notte tra il 7 e l'8 dicembre 2014 Mango viene colpito da un infarto durante un concerto che stava tenendo al "Palaercole" di Policoro (MT), proprio mentre stava intonando Oro e, scusandosi con il pubblico, interrompe l'esecuzione. Portato nel backstage per i primi soccorsi, l'artista muore prima dell'arrivo in ospedale, all'età di 60 anni.

## Lungo bacio, lungo abbraccio
Lungo bacio, lungo abbraccio è il brano contenuto sul lato B del singolo, scritto da Mango su testi di Mogol.

## Nella cultura di massa
- Nel 1986 Loredana Bertè interpreta uno spot televisivo per Felce Azzurra in cui esce dal bagno in accappatoio canticchiando la canzone.[7][8]
- Nel 1994 Mina interpreta il pezzo nel disco Canarino mannaro abbinandolo in un medley a "La canzone del sole" di Lucio Battisti.
- Nel 1998 Il brano è stato utilizzato in uno spot per il Riso Scotti Oro che vedeva Gerry Scotti come testimonial.
- Nel 2005 la canzone è stata inserita in Le storie di Mogol.
- Il brano è stato campionato nel singolo Bling Bling (Oro) (2018) di Gué Pequeno.[9]
- La cover del brano Oro del cantautore è stato interpretato da Raffaele Renda durante il talent show televisivo Amici di Maria De Filippi in onda con la 20^ edizione nel 2020 durante la Pandemia di COVID-19 nel mondo.

## Tracce
Lato A
1. Oro – 4:30 (Pino Mango - Mogol)

Durata totale: 4:30
Lato B
1. Lungo bacio, lungo abbraccio – 4:23 (Pino Mango - Mogol)

Durata totale: 4:23